# 塞尔翁 (芒什省)
塞尔翁（法語：Servon，法語發音：[sɛʁvɔ̃] ⓘ）是法国芒什省的一个市镇，属于阿夫朗什区。

## 地理
塞尔翁（48°36'2"N, 1°25'8"W）面积9.23 平方千米，位于法国诺曼底大区芒什省，该省份为法国西北部沿海省份，西、北、东北三面环大西洋，东起顺时针与卡爾瓦多斯省、奧恩省、马耶讷省和伊勒-维莱讷省接壤。
与塞尔翁接壤的市镇（或旧市镇、城区）包括：库尔蒂尔、塞欧、克罗隆、滨海于讷、普雷塞、塔尼、圣雅姆、蓬托尔松。

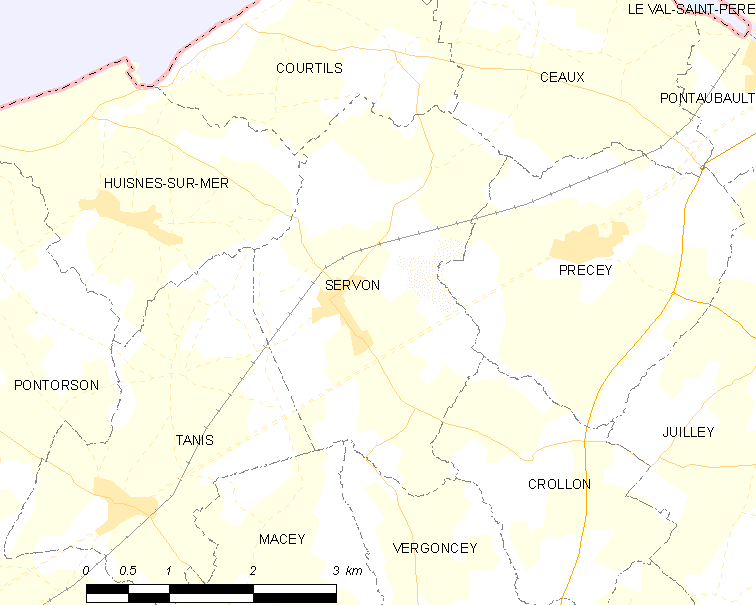
的OSM定位图

塞尔翁的时区为UTC+01:00、UTC+02:00（夏令时）。

## 行政
塞尔翁的邮政编码为50170，INSEE市镇编码为50574。

## 政治
塞尔翁所属的省级选区为蓬托尔松县。

## 人口

1962-2008年间人口变化图示

塞尔翁于2022年1月1日时的人口数量为257人。